# Соколов, Николай Алексеевич (геолог)
Никола́й Алексе́евич Соколо́в (3 [15] октября 1856, Санкт-Петербург — 2 [15] февраля 1907, Санкт-Петербург) — русский геолог, член-корреспондент Санкт-Петербургской академии наук (1905).

## Биография
Родился 3 (15) октября 1856 года.
В 1875 году окончил Санкт-Петербургскую 4-ю Санкт-Петербургскую гимназию. По окончании в 1879 году физико-математического факультета Санкт-Петербургского университета был оставлен для приготовления к профессорскому званию по кафедре геологии. В 1881 году был избран хранителем геологического кабинета петербургского университета. В 1884 году удостоен степени магистра минералогии и геогнозии, в течение нескольких лет состоял приват-доцентом Санкт-Петербургского университета.
В начале 1880-х годов участвовал вместе с Н. В. Кудрявцевым в геологических исследованиях Орловской губернии, производившихся под руководством профессора А. А. Иностранцева.
С 1885 года работал в Геологическом комитете, где состоял старшим геологом до своей смерти. В 1893 году был удостоен степени доктора минералогии.
Известен своими исследованиями дюнных образований, гидрологии и третичных отложений юга России и их фауны: «Дюны, их образование, развитие и внутреннее строение» (магистерская дисс.); «Нижнетретичные отложения южной России» (доктор. дисс.) и ряд предварительных отчетов о геологических исследованиях, произведенных в южной России, преимущественно в губ. Екатеринославской и Херсонской и в сев. уездах Таврической. Им же составлен 48 лист Общей геологической карты Европейской России (Мелитополь — Бердянск).
Умер 2 (15) февраля 1907 года. Похоронен на Смоленском православном кладбище (могила утрачена).